# Quận Sheridan, Montana
Quận Sheridan là một quận thuộc tiểu bang Montana, Hoa Kỳ. Quận lỵ đóng ở , Montana6. Quận được đặt tên theo. Dân số theo điều tra năm 2000 của Cục điều tra dân số Hoa Kỳ là người.

## Địa lý
Theo Cục điều tra dân số Hoa Kỳ, quận này có diện tích km2, trong đó có km2 là diện tích mặt nước.

## Thông tin nhân khẩu
Theo điều tra dân số 2 năm 2000, quận này đã có dân số 4.105 người, 1.741 hộ gia đình, và 1.140 gia đình sống trong quận hạt. Mật độ dân số là 2,4 người trên một dặm vuông (0.9/km ²). Có 2.167 đơn vị nhà ở mật độ trung bình khoảng 1,3 trên một dặm vuông (0.5/km ²). Thành phần chủng tộc của cư dân sinh sống trong quận gồm 97,00% người da trắng, 0,10% da đen hay Mỹ gốc Phi, 1,22% người Mỹ bản xứ, 0,29% châu Á, Thái Bình Dương 0,02%, 0,19% từ các chủng tộc khác, và 1,17% từ hai hoặc nhiều chủng tộc. 1,07% dân số là người Hispanic hay Latino thuộc một chủng tộc nào. 35,5% là của Na Uy, Đan Mạch gốc Đức 19,0% và 8,9% theo điều tra dân số năm 2000.
Có 1.741 hộ, trong đó 27,00% có trẻ em dưới 18 tuổi sống chung với họ, 57,50% là đôi vợ chồng sống với nhau, 4,80% có một chủ hộ nữ và không có chồng, và 34,50% là không lập gia đình. 32,30% hộ gia đình đã được tạo ra từ các cá nhân và 16,60% có người sống một mình65 tuổi hoặc cao hơn. Cỡ hộ trung bình là 2,29 và cỡ gia đình trung bình là 2,87.
Trong quận cơ cấu độ tuổi dân cư được trải ra với 22,90% dưới độ tuổi 18, 4,80% 18-24, 22,20% 25-44, 26,50% từ 45 đến 64, và 23,60% từ 65 tuổi trở lên người. Độ tuổi trung bình là 45 năm. Đối với mỗi 100 nữ có 98,70 nam giới. Đối với mỗi 100 nữ 18 tuổi trở lên, đã có 96,80 nam giới.
Thu nhập trung bình cho một hộ gia đình trong quận đạt mức USD 29.518, và thu nhập trung bình cho một gia đình là USD 35.345. Phái nam có thu nhập trung bình USD 23.053 so với 20.112 USD đối với phái nữ. Thu nhập bình quân đầu người là 16.038 USD. Có 10,60% gia đình và 14,70% dân số sống dưới mức nghèo khổ, bao gồm 16,40% những người dưới 18 tuổi và 15,80% của những người 65 tuổi hoặc cao hơn.